# فريدريك ويب هودج
فريدريك ويب هودج (بالإنجليزية: Frederick Webb Hodge)‏ هو عالم إنسان أمريكي، ولد في 28 أكتوبر 1864 في بليموث في المملكة المتحدة، وتوفي في 28 سبتمبر 1956.